# ジョン・ウッド (ルーム・トゥ・リード)
ジョン・ウッド（英語: John Wood、1964年 ‐ ）は、アメリカ合衆国のハートフォード出身の非営利団体、ルーム・トゥ・リードの創設者、最高経営責任者。
彼が設立したルーム・トゥ・リードはネパール、ラオス、スリランカ、ベトナム、カンボジアなどの第三世界や発展途上国の恵まれない子供たちに対して、本の寄贈や学校の設立、図書館やコンピュータールームの設置などを行っている。
かつてはノースウェスタン大学のケロッグ経営大学院で経営学修士(MBA)を習得、大学卒業後はマイクロソフトへと就職した。また自伝にLeaving Microsoft to Change the World (邦題「マイクロソフトでは出会えなかった天職 僕はこうして社会起業家になった」、矢羽野薫訳)があり、ネパールへ初めて旅行しに行った時のことや、いかにして高給のマイクロソフトの会社を辞めてルーム・トゥ・リード設立に至ったかが述べられている。